# Clemensia ochracea
Clemensia ochracea là một loài bướm đêm thuộc phân họ Arctiinae, họ Erebidae.